# Albania na Letnich Igrzyskach Olimpijskich 2012
Albanię na Letnich Igrzyskach Olimpijskich 2012, które odbyły się w Londynie, reprezentowało 11 zawodników. Nie zdobyli oni żadnego medalu.
Był to siódmy start reprezentacji Albanii na letnich igrzyskach olimpijskich.

## Reprezentanci

### Judo
| Zawodnik          | Konkurencja   | 1/16                   | 1/8                    | Ćwierćfinały     | Półfinały        | Repesaż 1        | Repesaż 2        | Finał            | Finał   |
| Zawodnik          | Konkurencja   | Przeciwnik Wynik       | Przeciwnik Wynik       | Przeciwnik Wynik | Przeciwnik Wynik | Przeciwnik Wynik | Przeciwnik Wynik | Przeciwnik Wynik | Pozycja |
| ----------------- | ------------- | ---------------------- | ---------------------- | ---------------- | ---------------- | ---------------- | ---------------- | ---------------- | ------- |
| Majlinda Kelmendi | -52 kg kobiet | Sundberg W 0020 - 0001 | Legentil P 0101 - 1001 | NQ               | NQ               | NQ               | NQ               | NQ               | NQ      |

### Lekkoatletyka
Kobiety
Konkurencje biegowe
| Konkurencja   | Zawodnik       | Runda 1  | Runda 1 | Runda 2  | Runda 2 | Półfinał | Półfinał | Finał    | Finał   |
| Konkurencja   | Zawodnik       | Rezultat | Pozycja | Rezultat | Pozycja | Rezultat | Pozycja  | Rezultat | Pozycja |
| ------------- | -------------- | -------- | ------- | -------- | ------- | -------- | -------- | -------- | ------- |
| bieg na 200 m | Klodiana Shala | DNS      | DNS     | DNS      | DNS     | DNS      | DNS      | DNS      | DNS     |

Mężczyźni
Konkurencje techniczne
| Konkurencja    | Zawodnik       | Eliminacje | Eliminacje | Finał    | Finał   |
| Konkurencja    | Zawodnik       | Rezultat   | Pozycja    | Rezultat | Pozycja |
| -------------- | -------------- | ---------- | ---------- | -------- | ------- |
| pchnięcie kulą | Adriatik Hoxha | 17.58      | 37         | NQ       | NQ      |

### Pływanie
| Zawodnik    | Konkurencja                 | Eliminacje | Eliminacje | Półfinał | Półfinał | Finał | Finał   |
| Zawodnik    | Konkurencja                 | Czas       | Miejsce    | Czas     | Miejsce  | Czas  | Miejsce |
| ----------- | --------------------------- | ---------- | ---------- | -------- | -------- | ----- | ------- |
| Noel Borshi | 100 m st. motylkowym kobiet | 1:05,49    | 40         | NQ       | NQ       | NQ    | NQ      |
| Sidni Hoxha | 100 m st. dowolnym mężczyzn | 51,11      | 37         | NQ       | NQ       | NQ    | NQ      |

### Podnoszenie ciężarów
| Zawodnik       | Konkurencja     | Rwanie | Rwanie  | Podrzut | Podrzut | Razem  | Pozycja |
| Zawodnik       | Konkurencja     | Wynik  | Pozycja | Wynik   | Pozycja | Razem  | Pozycja |
| -------------- | --------------- | ------ | ------- | ------- | ------- | ------ | ------- |
| Briken Calja   | -69 kg mężczyzn | 143 kg | 12      | 177 kg  | 7       | 320 kg | 9       |
| Daniel Godelli | -69 kg mężczyzn | 142 kg | DNF     | –       | –       | –      | DNF     |
| Endri Karina   | -94 kg mężczyzn | 155 kg | 15      | 195 kg  | 14      | 350 kg | DSQ     |
| Romela Begaj   | -58 kg kobiet   | 101 kg | 7       | 115 kg  | 12      | 216 kg | 11      |

### Strzelectwo
| Zawodnik     | Konkurencja                | Kwalifikacje | Kwalifikacje | Finał | Finał   |
| Zawodnik     | Konkurencja                | Wynik        | Pozycja      | Wynik | Pozycja |
| ------------ | -------------------------- | ------------ | ------------ | ----- | ------- |
| Arben Kuçana | pistolet pneumatyczny 10 m | 577          | 20           | NQ    | NQ      |
| Arben Kuçana | pistolet dowolny 50 m      | 524          | 37           | NQ    | NQ      |